# Slijkpoort
De Slijkpoort, ook wel Leusderpoort of Arnhemse poort genoemd, was een van de stadspoorten behorend tot de tweede stadsmuur in Amersfoort. De poort stond aan het einde van de Arnhemsestraat. De naam verwijst naar het drassige gebied buiten de stad.

## Geschiedenis
Na 1420 was de Slijkpoort een feit. Het was een rechthoekige poort met een leien dak en een simpele voorpoort aan de zuidzijde van de binnenstad. Samen met de Utrechtse poort nam deze poort de functie over van de Rodetorenpoort, die onderdeel uitmaakte van de eerste stadsmuur.
Aan de overkant van de stadsgracht begon de Arnhemseweg, waar diverse korenmolens stonden. Rond 1822 stortte een gedeelte van de stadsmuur in. Ongeveer acht jaar later werden de poort en resten van de muur afgebroken, waarvoor een plantsoen in de plaats kwam. De materialen werden onder andere gebruikt voor cavalleriestallen aan de Beestenmarkt en voor verharding van de weg naar Leusden. In 1957 maakte ook de gracht plaats, er werd een rondweg om de stad aangelegd.

## Afbeeldingen

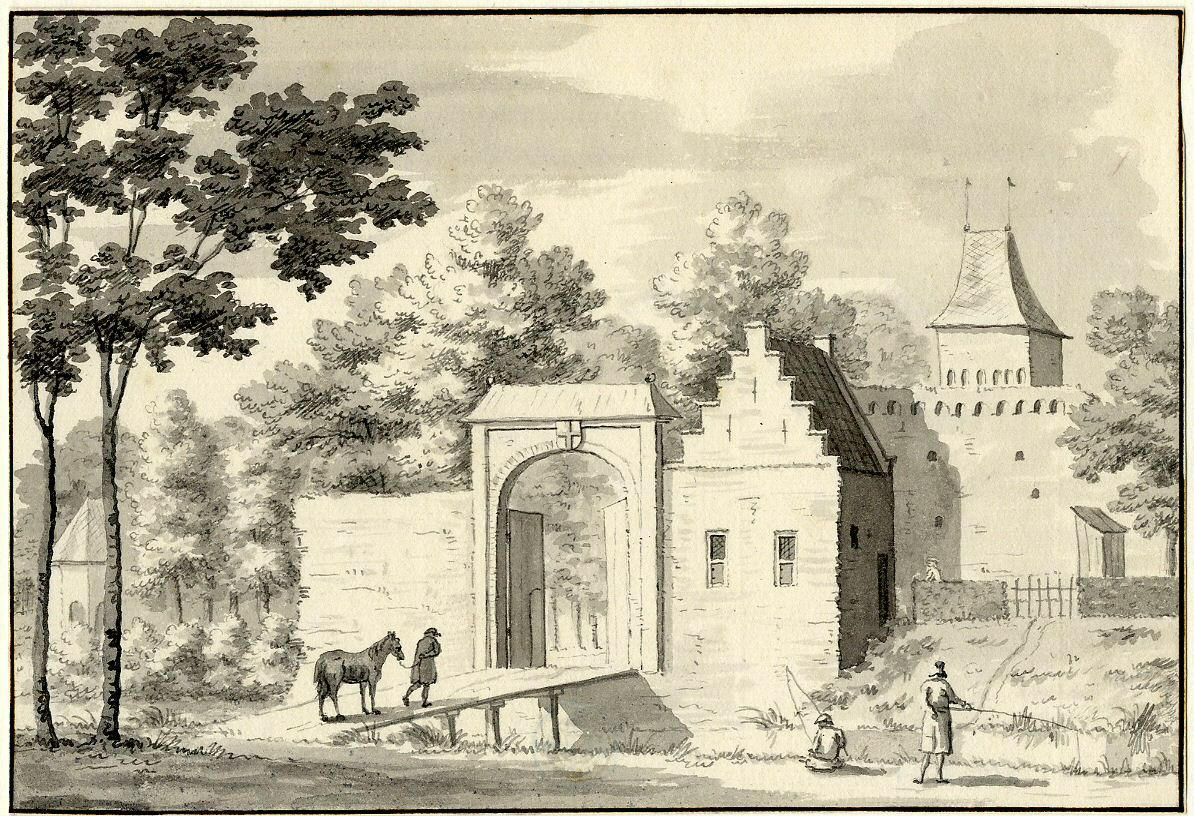
Slijkpoort met rechtsachter de toren van de hoofdpoort, 1729
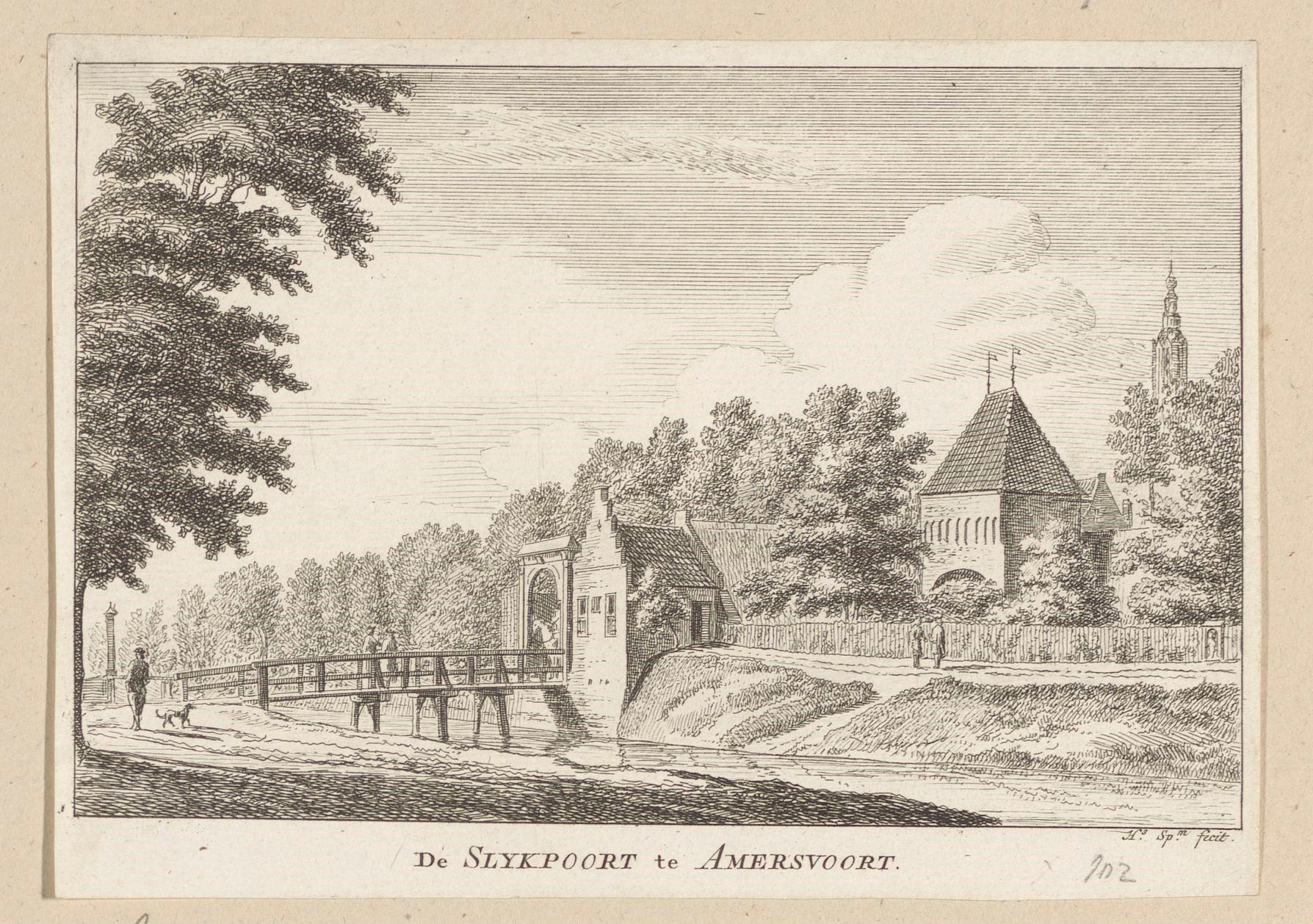
Slijkpoort te Amersfoort door Hendrik Spilman